# Buen Telefe
Buen Telefe (anteriormente Baires Directo) es un noticiero argentino, emitido por Telefe. Es la edición matutina de Telefe noticias, que se emite desde el 9 de mayo de 2011. El programa tiene a Adrián Puente como actual conductor junto a Érica Fontana.
A partir del 4 de septiembre de 2017, el programa se llama #Buen lunes, martes, miércoles, jueves y viernes cada día y se emite desde los nuevos estudios ubicados en Martínez, en la Provincia de Buenos Aires.

## Historia

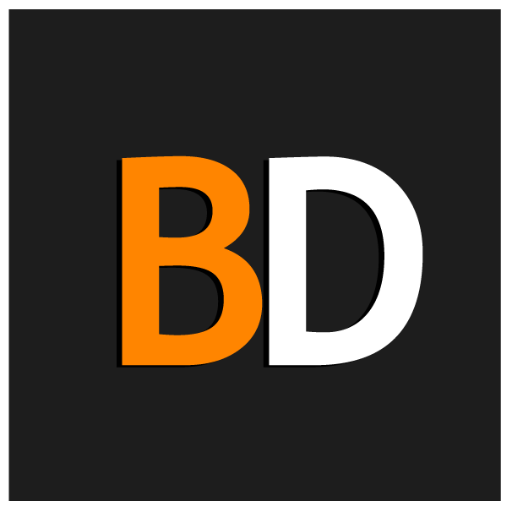
Logo de Baires Directo
(2015-2017)

Anteriormente el noticiero se llamaba Baires Directo (2011-2017), este nombre cambió en septiembre de 2017 cuando todos los noticieros de Telefe se renovaron.
A partir de marzo de 2019, el noticiero matutino es conducido por Adrián Puente y Érica Fontana.
El 3 de agosto de 2020, el noticiero renovó sus gráficas por primera vez desde 2017, y estrenó nuevo decorado, pero se mantienen las cortinas musicales de 2017.

## Conductores
- 2011-2013: Gustavo López, Érica Fontana.
- 2013-2017: Adrián Puente, Milva Castellini.
- 2017 (septiembre)-2017 (octubre): Adrián Puente, Martina Soto Pose.
- 2017 (octubre)-2019 (marzo): Adrián Puente.
- 2019-presente: Adrián Puente, Érica Fontana.

## Columnistas
| Sección        | Columnista/s             |
| -------------- | ------------------------ |
| Tránsito/Clima | Daniel Roggiano          |
| Policiales     | Augusto Telias           |
| Economía       | Pablo Wende              |
| Deportes       | Ramiro "Rama" Pantorotto |
| Espectáculos   | Pilar Smith              |
| Nutrición      | Laura Romano             |

## Buen Telefe (Interior)
Luego de la creación de Baires Directo, se fueron creando otros programas similares con el mismo formato que se emiten a la misma hora por diferentes canales del Grupo Telefe del interior del país:
- Rosario Directo (Telefe Rosario) 2014-2018
- Córdoba Directo (Teleocho Córdoba) 2011-2018.
- Mardel Directo (Canal 8 Mar del Plata) Desde 2011.
- Vivo Tucumán (Canal 8 Tucumán) Desde 2018.
- Bahía Directo (Canal 9 Bahía Blanca) 2012-2017.
- Salta Directo (Canal 11 Salta) Desde 2013.
- Buen Santa Fe (Telefe Santa Fe) 2020-2024
- Buen día Rosario (Telefe Rosario) 2019-2024
- Buen Telefe (Telefe Rosario - Telefe Santa Fe) Desde 2024.